# ان.دابلیو.ای
'ان. دابلیو. ای (به انگلیسی:N.W.A) که مخفف کلمه کاکاسیاه های با مرام (به انگلیسی:Niggaz Wit Attitudes) با آهنگ‌های گنگ و رپ به شهرتی جهانی رسیدند
اشعار این گروه بیشتر اشاره صریح و روشن به موضوعاتی مانند بی‌احترامی به زنان، توهین به پلیس، تجلیل از مواد مخدر، جرم و جنایت بود، پخش ترانه‌های این گروه در بسیاری از ایستگاه‌های اصلی رادیویی آمریکا ممنوع شد. با این وجود، این گروه بیش از ۱۰ میلیون نسخه از آلبوم‌های موسیقی خود را فقط در ایالات متحده به فروش رسانید. این گروه همچنین برای نفرت عمیق خود از پلیس، که موجب جنجال‌های زیادی در طول سال‌ها شد ه بود نیز شناخته می‌شود.
اعضای اصلی این گروه شامل شاهزاده عرب، دکتر دره، ایزی. ای، آیس کیوب بود. اندکی بعد ام سی رن و دی جی یلا نیز به گروه اضافه شدند، البته «شاهزاده عرب» اندکی قبل از انتشار رسمی آلبوم مستقیم بیرون کامپتن (به انگلیسی:Straight Outta Compton) گروه را ترک کرد و به دنباله آن آیس کیوب در پی اختلافاتی گروه را در دسامبر ۱۹۸۹ ترک کرد. ایزی. ای، دکتر دره، دی جی یلا و ام سی رن توانستند به گواهی پلاتینیوم فروش در سال ۱۹۹۰ دست پیدا کنند.
آلبوم، مستقیم بیرون کامپتن آغاز عصر جدید در گنگستا رپ به عنوان تولید و تفسیر اجتماعی و در اشعار خود انقلابی در این ژانر موسیقی به وجود آوردند، و همچنین آلبوم دوم آن‌ها، کاکا سیاه‌ها برای همیشه (به انگلیسی:Niggaz4Life) اولین آلبوم هاردکور رپ بود که به شماره یک در نمودار فروش بیلبورد ۲۰۰ دست پیدا کرد. رولینگ استون، ان. دابلیو. ای. را در فهرست خود به اسم "۱۰۰ هنرمند برتر تمام دورانها» در رتبه ۸۳ قرار داد.

جلد آلبوم برترین‌های ان. دابلیو. ای

در اکتبر ۲۰۱۲، ان. دابلیو. ای برای اولین بار نامزد القا به تالار مشاهیر راک اند رول شد. در اکتبر ۲۰۱۳ گروه برای بار دوم نامزد القا به تالار مشاهیر راک اند رول شد. در دسامبر ۲۰۱۵، این گروه برای بار سوم به کلاس ۲۰۱۶ تالار مشاهیر راک اند رول معرفی شد. در سال ۲۰۱۶، گروه در سومین نامزدی و معرفی خود، به تالار مشاهیر راک اند رول راه یافت.

## تاریخچه
«تشکیل گروه و منطقه وحشت»
گروه توسط ایزی. ای در کامپتن پایه‌گذاری شد، همچنین او از بنیان‌گذاران روتلز رکوردز (به انگلیسی: Ruthless Records) به همرا جری هلر نیز بود. ایزی. ای در ابتدا به دنبال معرفی دکتر دره به استیو یانو، که یک کارآفرین در لس آنجلس بود که آلبوم‌های رپ دست دوم می‌فروخت، ایزی. ای او را در گاردنا واقع در ایالت کالیفرنیا به عنوان مردی که دنبال تحولی در موسیقی رپ است ملاقات کرده بود. اگر چه در ابتدا یانو پیشنهاد او را رد کرد، با دیدن پشتکار ایزی. ای تحت تأثیر قرار گرفت و مراتب ملاقات با دکتر دره را ترتیب داد. در ابتدا، ان. دابلیو. ای شامل ایزی. ای و دکتر بود. آن‌ها به همراه با تهیه‌کننده پرنس عرب و آیس کیوب که به تازگی به گروه اضافه شده بود پس از این که او به تازگی به عنوان یک رپر در گروه "سیاً فعالیت می‌کرد، گروه خود را پایه‌گذاری کردند. دره بعدها دی جی یلا و ام سی رن را به گرو ه اضافه کرد.
دکتر دره و دی جی یلا هر دو در گذشته به عنوان دی جی و تولیدکننده آهنگ در گروه (World Class Wreckin' Cru)بودند. روتلز به همراه ماکولا رکوردز آهنگ «منطقه وحشت» را در سال ۱۹۸۷ منتشر کرد و اندکی بعد آلبوم ان. دابلیو. ای. و پو سی، را منتشر کردند. هرچند که "ان. دابلیو. ای" هنوز در مراحل توسعه آن بود، و تنها سه آهنگ "منطقه وحشت"، "۸ توپ" و "ساقی" آماده بود. این آلبوم مشخص‌کننده اولین همکاری، پرنس عرب، دی جی یلا، دکتر دره و آیس کیوب است. رپر مکزیکی کریزی دی (Krazy-Dee) همچنین در نوشتن متن آهنگ "منطقه وحشت" نیز بود، او در ابتدا از کلمه(Hispanic Zone) برای اسم آهنگ استفاده می‌کرد، اما این عنوان توسط دکتر دره عوض شد، او به کریزی دی توصیه کرد که کلمه "Hispanic Zone" کلمه پرفروشی نیست. همچنین این آلبوم شامل آهنگ انفرادی ایزی. ای به اسم "بچه‌های محل" (به انگلیسی: Boyz-n-the-Hood)نیز بود. در سال ۱۹۸۸ ام سی رن به گروه پیوست. [نیازمند منبع]

## آلبوم‌شناسی
- ان.دابلیو.ای. و پو سی (۱۹۸۷)
- مستقیم بیرون کامپتن (۱۹۸۸)
- کاکاسیاه‌ها برای همیشه (۱۹۹۱)